# Mitropacup 1962
De Mitropacup 1962 was de 22e editie van deze internationale beker en voorloper van de huidige Europacups.
Dit jaar was er een iets gewijzigde opzet van het toernooi. Zestien clubs ditmaal, uit Italië, Hongarije, Joegoslavië en Tsjechoslowakije, zouden in vier groepen van vier deelnemers een competitie spelen en de vier winnaars zouden in een halvefinale en een finale de winnaar bepalen.
 Groep 1 
| Club                   | Land                 | Uitslagen | Land               | Club                   |
| ---------------------- | -------------------- | --------- | ------------------ | ---------------------- |
| Dinamo Zagreb          | Vlag van Joegoslavië | 2-3 , 2-1 | Vlag van Tsjechië  | Spartak Hradec Králové |
| Dinamo Zagreb          | Vlag van Joegoslavië | 1-4 , 2-1 | Vlag van Italië    | Juventus               |
| Dinamo Zagreb          | Vlag van Joegoslavië | 2-0 , 5-1 | Vlag van Hongarije | Ferencvárosi TC        |
| Spartak Hradec Králové | Vlag van Tsjechië    | 2-3 , 2-0 | Vlag van Italië    | Juventus               |
| Spartak Hradec Králové | Vlag van Tsjechië    | 2-1 , 1-0 | Vlag van Hongarije | Ferencvárosi TC        |
| Juventus               | Vlag van Italië      | 1-0 , 1-1 | Vlag van Hongarije | Ferencvárosi TC        |

 Klassement 
| Plaats | Club                   | W : w - g - v | Punten | Doelsaldo |
| ------ | ---------------------- | ------------- | ------ | --------- |
| 1      | Dinamo Zagreb          | 6 : 4 - 0 - 2 | 8      | 14 - 10   |
| 2      | Spartak Hradec Králové | 6 : 4 - 0 - 2 | 8      | 11 - 8    |
| 3      | Juventus               | 6 : 3 - 1 - 2 | 7      | 10 - 8    |
| 4      | Ferencvárosi TC        | 6 : 0 - 1 - 5 | 1      | 3 - 12    |

 Groep 2 
| Club              | Land                 | Uitslagen | Land                 | Club              |
| ----------------- | -------------------- | --------- | -------------------- | ----------------- |
| Atalanta Bergamo  | Vlag van Italië      | 0-0 , 1-1 | Vlag van Hongarije   | MTK Boedapest     |
| Atalanta Bergamo  | Vlag van Italië      | 3-3 , 2-2 | Vlag van Joegoslavië | Partizan Belgrado |
| Atalanta Bergamo  | Vlag van Italië      | 0-0 , 8-2 | Vlag van Tsjechië    | Baník Ostrava     |
| MTK Boedapest     | Vlag van Hongarije   | 1-2 , 4-1 | Vlag van Joegoslavië | Partizan Belgrado |
| MTK Boedapest     | Vlag van Hongarije   | 4-2 , 1-3 | Vlag van Tsjechië    | Baník Ostrava     |
| Partizan Belgrado | Vlag van Joegoslavië | 2-2 , 1-1 | Vlag van Tsjechië    | Baník Ostrava     |

 Klassement 
| Plaats | Club              | W : w - g - v | Punten | Doelsaldo |
| ------ | ----------------- | ------------- | ------ | --------- |
| 1      | Atalanta Bergamo  | 6 : 1 - 5 - 0 | 7      | 14 - 8    |
| 2      | MTK Boedapest     | 6 : 2 - 2 - 2 | 6      | 11 - 9    |
| 3      | Partizan Belgrado | 6 : 1 - 4 - 1 | 6      | 11 - 13   |
| 4      | Baník Ostrava     | 6 : 1 - 3 - 2 | 5      | 10 - 16   |

 Groep 3 
| Club               | Land                 | Uitslagen | Land                 | Club               |
| ------------------ | -------------------- | --------- | -------------------- | ------------------ |
| Bologna FC 1909    | Vlag van Italië      | 2-1 , 2-4 | Vlag van Joegoslavië | Rode Ster Belgrado |
| Bologna FC 1909    | Vlag van Italië      | 3-0 , 1-2 | Vlag van Tsjechië    | Slovan Bratislava  |
| Bologna FC 1909    | Vlag van Italië      | 2-1 , 5-1 | Vlag van Hongarije   | Honvéd Boedapest   |
| Rode Ster Belgrado | Vlag van Joegoslavië | 0-1 , 2-2 | Vlag van Tsjechië    | Slovan Bratislava  |
| Rode Ster Belgrado | Vlag van Joegoslavië | 1-0 , 3-2 | Vlag van Hongarije   | Honvéd Boedapest   |
| Slovan Bratislava  | Vlag van Tsjechië    | 1-2 , 2-1 | Vlag van Hongarije   | Honvéd Boedapest   |

 Klassement 
| Plaats | Club               | W : w - g - v | Punten | Doelsaldo |
| ------ | ------------------ | ------------- | ------ | --------- |
| 1      | Bologna FC 1909    | 6 : 4 - 0 - 2 | 8      | 15 - 9    |
| 2      | Rode Ster Belgrado | 6 : 3 - 1 - 2 | 7      | 11 - 9    |
| 3      | Slovan Bratislava  | 6 : 3 - 1 - 2 | 7      | 8 - 9     |
| 4      | Honvéd Boedapest   | 6 : 1 - 0 - 5 | 2      | 7 - 14    |

 Groep 4 
| Club               | Land                 | Uitslagen | Land                 | Club               |
| ------------------ | -------------------- | --------- | -------------------- | ------------------ |
| Vasas Boedapest    | Vlag van Hongarije   | 0-0 , 3-1 | Vlag van Italië      | AC Fiorentina      |
| Vasas Boedapest    | Vlag van Hongarije   | 3-0 , 3-1 | Vlag van Joegoslavië | Vojvodina Novi Sad |
| Vasas Boedapest    | Vlag van Hongarije   | 5-0 , 2-2 | Vlag van Tsjechië    | Spartak Trnava     |
| AC Fiorentina      | Vlag van Italië      | 0-1 , 2-2 | Vlag van Joegoslavië | Vojvodina Novi Sad |
| AC Fiorentina      | Vlag van Italië      | 4-3 , 6-1 | Vlag van Tsjechië    | Spartak Trnava     |
| Vojvodina Novi Sad | Vlag van Joegoslavië | 0-1 , 0-0 | Vlag van Tsjechië    | Spartak Trnava     |

 Klassement 
| Plaats | Club               | W : w - g - v | Punten | Doelsaldo |
| ------ | ------------------ | ------------- | ------ | --------- |
| 1      | Vasas Boedapest    | 6 : 4 - 2 - 0 | 10     | 16 - 4    |
| 2      | AC Fiorentina      | 6 : 2 - 2 - 2 | 6      | 13 - 10   |
| 3      | Vojvodina Novi Sad | 6 : 1 - 2 - 3 | 4      | 4 - 9     |
| 4      | Spartak Trnava     | 6 : 1 - 2 - 3 | 4      | 7 - 17    |

 Halve finale 
| Winnaar         | Land               | Uitslagen | Land                 | Verliezer        |
| --------------- | ------------------ | --------- | -------------------- | ---------------- |
| Vasas Boedapest | Vlag van Hongarije | 0-1 , 3-1 | Vlag van Italië      | Atalanta Bergamo |
| Bologna FC 1909 | Vlag van Italië    | 1-1 , 2-1 | Vlag van Joegoslavië | Dinamo Zagreb    |

 Finale 
| WINNAAR         | Land               | Uitslagen | Land            | FINALIST        |
| --------------- | ------------------ | --------- | --------------- | --------------- |
| Vasas Boedapest | Vlag van Hongarije | 5-1 , 1-2 | Vlag van Italië | Bologna FC 1909 |

1927 · 1928 · 1929 · 1930 · 1931 · 1932 · 1933 · 1934 · 1935 · 1936 · 1937 · 1938 · 1939 · 1940 · 1951 · 1955 · 1956 · 1957 · 1958 · 1959 · 1960 · 1961 · 1962 · 1963 · 1964 · 1965 · 1966 · 1967 · 1968 · 1969 · 1970 · 1971 · 1972 · 1973 · 1974 · 1975 · 1976 · 1977 · 1978 · 1980 · 1981 · 1982 · 1983 · 1984 · 1985 · 1986 · 1987 · 1988 · 1989 · 1990 · 1991 · 1992